# Киора
„Киора“ е българска рок група, сформирана в началото на 90-те години в София. През 1991 г. излиза песента „Вярвам в теб“ с вокалист Стоян Михалев. Тази песен е и най-големият хит на групата. През 1992 г. в-к „Ритъм“ избира песента за „Хит на годината“. В 1993 г. излиза и едноименният албум на групата. До 1996 г. той става двойно платинен. През 1994 г. в групата постъпва Виктор Стоянов. След разпадането на Киора през 1996 г. Стоян Михалев и Виктор работят в дует, а басистът Мартин Георгиев свири в група Syco Tribe и Вендета.